# 대니 버스타인

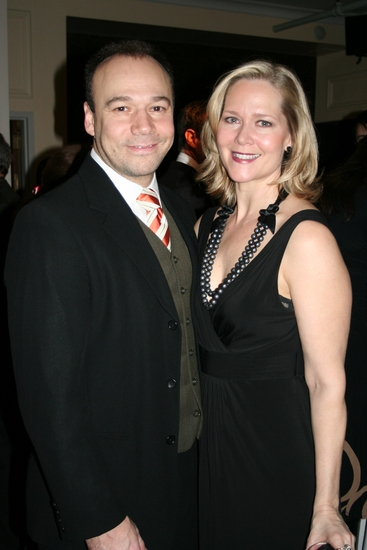

대니 버스타인(Danny Burstein, 1964년 6월 16일 ~ )은 미국의 가수, 배우, 연극 배우, 텔레비전 배우, 성우이다.
뉴욕에서 태어났다.

## 방송
- 보드워크 엠파이어 시즌1

## 영화
- 인디그네이션 (2016년)
- 부모님과 이혼하는 방법 (2015년) - 에릭 윌콕스 역
- 어텀 위스퍼스 (2013년)
- 노리스터 (2012년) - 폴 무어 역
- 보드워크 엠파이어 (2009년)
- 더 클럽 (2008년)
- 트랜스아메리카 (2005년)
- 다빈치 코드의 진실을 찾아서 (2004년) - 본인 역
- 법과 질서 (1990년)